# Eriocaulon devendranii
Eriocaulon devendranii là một loài thực vật có hoa trong họ Cỏ dùi trống. Loài này được Vijaya Sankar, K.Ravik. & Ganesh Babu mô tả khoa học đầu tiên năm 2006.